# Adoratopsylla intermedia
Adoratopsylla intermedia är en loppart som först beskrevs av Wagner 1901.  Adoratopsylla intermedia ingår i släktet Adoratopsylla och familjen mullvadsloppor.

## Underarter
Arten delas in i följande underarter:
- A. i. intermedia
- A. i. copha
- A. i. vidua